# Muelle de los Bueyes
Muelle de los Bueyes là một khu tự quản thuộc tỉnh Región Autónoma del Atlántico Sur, Nicaragua. Khu tự quản Muelle de los Bueyes có diện tích 1380 ki lô mét vuông. Đến thời điểm năm 2005, huyện Muelle de los Bueyes có dân số 22082 người.